# レールサイド戦略
レールサイド戦略（レールサイドせんりゃく）とは、鉄道駅前の乗降客（需要）をターゲットに出店を計る出店戦略の一つである。主に大都市の中心部の駅前に出店する場合に用いられるが、駅ビルや駅ナカのような戦略もこの出店戦略に含まれる。
類義語としてロードサイド戦略（ロードサイド店舗）がある。なお、レールサイド戦略の用語は主にロードサイド戦略を得意とする業態（家電量販店・ホームセンター等）で使用されており、従来より駅前出店を得意とする百貨店などはあまり使用されない。

## 概説
レールサイド戦略を初めて具現化した例は、阪急百貨店が行ったターミナルデパートのような形で駅所有者（鉄道事業者）が出店するパターンである。この形態は現在でも行われるパターンであり、民営化したJRが鉄道事業以外の柱にしようとしている戦略でもある。
近年では、これに加え駅の中や高架駅の下の遊休地（駅事務所跡やコンコース・高架下の空きスペース）に出店するパターン（いわゆる駅ナカ）が挙げられる。

## 百貨店
阪急百貨店
- 阪急電鉄が1920年（大正9年）11月1日に東京・日本橋の百貨店「白木屋」を「出張売店」として招致し開店、1929年（昭和4年）4月15日に鉄道会社直営に切り替える形で創業した日本初の電鉄系百貨店であり、白木屋の出張売店の出店から考えると世界初のターミナルデパート。博多阪急、神戸阪急（初代・3代目）など大阪梅田駅以外でも駅ビルに入居。その他の店舗も殆どが駅前立地。

東急百貨店
- 阪急電鉄の事例をモデルとし、東横店（現在は閉店）は関東初となるターミナルデパートだった。他の電鉄系百貨店同様駅前立地を基本としているが、吉祥寺店（出店の打診）や東急百貨店さっぽろ店（グループ拡大戦略の一環）、日本橋店・ながの東急百貨店（経営参画）のように東急電鉄自体が乗り入れていない駅近隣に出店する事例もある。

近鉄百貨店
- 上本町店の前に上本町駅ビルに入居していた三笠屋百貨店を世界初のターミナルデパートとする説も存在する。
- 現在も同店やあべのハルカス近鉄本店など駅ビルへの入居が多く、その他も奈良店のような駅前立地が基本。先述の博多阪急同様、和歌山店については母体の近畿日本鉄道（近鉄）系列の建物ではなく、JR西日本系列の和歌山ターミナルビルに入居。
- 近鉄以外の鉄道駅の駅前に出店したケースも多く、その中にはもともと別資本で京都駅烏丸口の土産物店を起源とする「丸物」の店舗もあった。現在、このようなケースは和歌山店と草津店のみとなっている。

JR各社
- 駅ビル事業 - アトレ、ルミネ（JR東日本系）、アミュプラザ（JR九州系）など。
- 百貨店事業 - グランデュオ（JR東日本系）、ジェイアール西日本伊勢丹（JR西日本系）、ジェイアール名古屋タカシマヤ（JR東海系）など。グランデュオは先述の阪急百貨店、その他は呉服店出自の百貨店とJR各社の共同出資である。

その他
- 西武鉄道[1]などの一部を除く大手私鉄各社や一部の中小私鉄の百貨店やコンビニ、スーパーなどのグループ企業の店舗。
- 大丸や髙島屋（前述のジェイアール名古屋タカシマヤと伊予鉄髙島屋含む）など、呉服店出自だが、駅ビルや駅ナカでの出店に積極的な百貨店もある。

## 家電量販店
主要駅周辺をターゲットに出店する家電量販店の代表的な例としてヨドバシカメラ、ビックカメラ・ソフマップ、ヤマダデンキLABIなどがある。

### 出店の傾向
共通する点として、バブル景気の崩壊以後、それまで駅前に出店していた百貨店各社（特に三越・そごう・丸井）が閉店・撤退した跡地に家電量販店が進出するケースが散見される。

#### ヨドバシカメラ
ヨドバシカメラは主に自社で駅前の土地・建物を取得して出店するケースが多い。（※印は自社物件）。また、ヨドバシ博多（※こちらも自社物件）出店の際、ヨドバシカメラ社長藤沢昭和（当時）が「レールサイド店戦略」と明言していたり、企業紹介にて「レールサイド・大型店戦略」と明言もしている。
- マルチメディア宇都宮 - トナリエ宇都宮（旧・ロビンソン百貨店宇都宮店 / ララスクエア宇都宮）
- ヨドバシAkiba - 秋葉原貨物駅跡地※
- ヨドバシHD池袋ビル - 旧・西武百貨店池袋本店※
- ヨドバシ吉祥寺 - 旧・近鉄百貨店東京店※
- マルチメディア錦糸町 - 売上低迷からの脱却をにらみ大規模改装を行った駅ビル「テルミナ」のキーテナント
- ヨドバシ横浜 - 旧・三越横浜店
- ヨドバシ甲府 - 旧・山交百貨店※
- 京都ヨドバシ - 近鉄百貨店京都店跡地※
- ヨドバシ梅田 - JR西日本本社跡地（旧・大阪鉄道管理局庁舎）※

など

#### ビックカメラ
ビックカメラは他社所有の物件にキーテナントとして入居するケースが多い。（下記物件は全て他社所有）
- ビックカメラ札幌店 - 札幌エスタ（旧・札幌そごう）→東急百貨店さっぽろ店
- ビックカメラ水戸駅店 - エクセルみなみ
- ビックカメラ有楽町店 - 読売会館（旧・有楽町そごう）
- ビックロ→ビックカメラ新宿東口店 - MI 新宿ビル本館 （旧・新宿三越アルコット店）
- ビックカメララゾーナ川崎店 - ラゾーナ川崎プラザ（旧・東芝川崎事業所跡地）
- ビックカメラ名古屋駅西店 - 旧・ユニー「生活創庫」
- ビックカメラなんば店 - エスカールなんば（旧・千日デパート→プランタンなんば）

など

#### ヤマダデンキ
ヤマダデンキは、ロードサイド店舗の出店により業績を拡大させたが、ヤマダ電機LABI1なんばの出店を機に、都市型店舗「LABI」業態の店舗の出店を開始した。
LABIの場合は、過去に買収等で傘下に収めたキムラヤ・サトームセンなどから引き継いだ店舗も少なくない。

#### エディオン
エディオンは以前はロードサイド店舗の展開が中心であったが、2019年のなんば本店開業以降は2年に1店舗ペースでレールサイド型店舗を出店している。
- エディオンなんば本店 - 元は賃貸物件だったが2023年末に取得。
- エディオン四条河原町店 - 京都住友ビル
- エディオン横浜西口本店 - CeeU Yokohama

なお上記と並んでエディオンが都市型大型店と位置づけているエディオン広島本店は近隣にターミナル駅がなくレールサイド型には当てはまらない。